# Таможенный союз ЕАЭС
Таможенный союз Евразийского экономического союза (ТС ЕАЭС) — таможенный союз стран-участников Евразийского экономического союза (ЕАЭС). До создания ЕАЭС в 2015 году, являлся таможенным союзом только трёх стран (России, Беларуси и Казахстана) из числа стран-участников Евразийского экономического сообщества (ЕврАзЭС) — и таким образом являлся Таможенным союзом на базе Евразийского экономического сообщества (ТС ЕврАзЭС или просто TC), членство в котором было необязательным для стран-участников ЕврАзЭС.
При создании ЕАЭС (в отличие от его предшественника — ЕврАзЭС), общий таможенный союз стал неотъемлемой составной частью ЕАЭС, и все страны-участники ЕАЭС автоматически входят в Таможенный союз с момента вступления в ЕАЭС. При этом страны-участники Таможенного союза применяли (до формирования ЕАЭС 1 января 2015 года) и продолжают применять единые таможенные тарифы и другие меры регулирования при торговле с третьими странами.

## Состав
Страны-участники Таможенного союза:
- Казахстан — с 1 июля 2010
- Россия — с 1 июля 2010
- Беларусь — с 6 июля 2010
- Армения — с 10 октября 2014; вступило в силу 2 января 2015 (одновременно с вступлением в ЕАЭС)
- Кыргызстан — с 8 мая 2015; вступило в силу 12 августа 2015 (одновременно с вступлением в ЕАЭС)

Кандидаты:
- Сирия объявила о намерении вступить в ТС (начало 2013)[2]
- Тунис объявил о намерении присоединиться к союзу (14 января 2015)[3]

## Руководящие органы
Евразийская экономическая комиссия — постоянно действующий наднациональный регулирующий орган Евразийского экономического союза (ЕАЭС) (до его создания — Таможенного союза (ТС) и Единого экономического пространства (ЕЭП)). ЕЭК была создана решением президентов Российской Федерации, Республики Беларусь и Республики Казахстан и функционирует на основе Договоров от 18 ноября 2011 г. «О Евразийской экономической комиссии» и «О регламенте работы Евразийской экономической комиссии». Имеет статус наднационального органа управления, подчинённого Высшему Евразийскому экономическому совету.
Евразийская экономическая комиссия не подчинена какому-либо из правительств стран Таможенного союза. Решения Комиссии обязательны для исполнения на территории Евразийского экономического союза (ЕАЭС). Основной задачей ЕЭК является обеспечение
условий функционирования и развития Таможенного союза и Единого экономического пространства, а также выработка предложений по дальнейшему развитию интеграции.
Решения ЕЭК уступают в юридической силе ТК ТС и международным договорам государств — членов Таможенного союза ЕАЭС и должны приниматься в соответствии с вышеуказанными нормативными документами Таможенного союза.

## Хронология Таможенного союза
В 1995 году руководители Казахстана, России, Беларуси, а чуть позже Кыргызстана, Узбекистана и Таджикистана, подписали первый договор о создании Таможенного союза, который впоследствии трансформировался в ЕврАзЭС.
6 октября 2007 года в Душанбе Беларусью, Казахстаном и Россией подписан Договор о создании единой таможенной территории и формировании Таможенного союза.
В 2009 году на уровне глав государств и правительств были приняты и ратифицированы около 40 международных договоров, составивших основу Таможенного союза.
28 ноября 2009 года в Минске прошла встреча Д. А. Медведева, А. Г. Лукашенко и Н. А. Назарбаева по созданию на территории России, Беларуси и Казахстана с 1 января 2010 года единого таможенного пространства.
В январе 2010 года вступил в силу Единый таможенный тариф трёх стран.
Весной 2010 года между руководителями стран-участников наметились разногласия, и 28 мая председатель правительства России В. В. Путин объявил о том, что Таможенный союз может начать функционирование без участия Беларуси.
С июля 2010 на территории государств-членов ТС (включая Беларусь) вступил в силу единый Таможенный кодекс.
1 апреля 2011 года на границе России и Беларуси был отменён транспортный контроль. Его перенесли на внешний контур границ Таможенного союза.
1 июля 2011 года весь таможенный контроль также был вынесен на внешний контур границ Таможенного союза. На внутренних границах был сохранён пограничный и миграционный контроль.
С 1 января 2018 года вступил в силу новый единый Таможенный кодекс ЕАЭС.

## Общие сведения

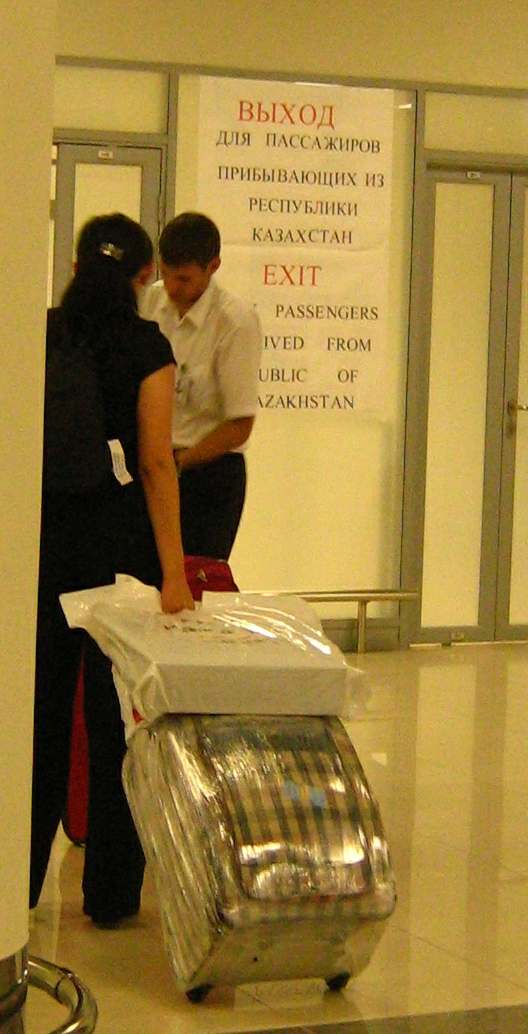
Россия, московский аэропорт Шереметьево-E, зал прилёта. Выход для пассажиров, прибывающих из Казахстана — теперь без таможенного досмотра, вследствие введения в действие Таможенного союза Беларуси, Казахстана и России

При экспорте товаров применяется нулевая ставка НДС и (или) освобождение от уплаты (возмещение уплаченной суммы) акцизов при условии документального подтверждения факта экспорта.
При импорте товаров на территорию Российской Федерации с территории Республики Беларусь или Республики Казахстан НДС и акцизы взимаются российскими налоговыми органами.
При выполнении работ и оказании услуг на территории РФ налоговая база, ставки, порядок взимания и налоговые льготы (освобождение от налогообложения) определяются в соответствии с законодательством Российской Федерации.
В соответствии с международными обязательствами в рамках Таможенного союза и Единого экономического пространства, от сумм ввозных таможенных пошлин в бюджет России перечисляется 85,33 %, Казахстана — 7,11 %, Беларуси — 4,55 %, Кыргызстана — 1,9 %, Армении — 1,11 %.
Трудовым мигрантам — гражданам государств-членов Таможенного союза ЕАЭС (Казахстан, Беларусь, Армения, Кыргызстан) — покупать патент на работу в РФ не требуется, они приравнены в трудовых правах с гражданами РФ.

## Таможенный союз и ВТО
В октябре 2011 года все нормы Таможенного союза были приведены в полное соответствие с нормами ВТО. Кроме того, было решено, что в случае вступления какого-либо государства-члена ТС в ВТО нормы этой организации будут иметь приоритет по сравнению с нормами ТС. 22 августа 2012 года Россия стала полноправным членом ВТО. В связи с этим Единый таможенный тариф (ЕТТ) стран Таможенного союза был обновлён с учётом обязательств РФ перед ВТО. При этом на 90 % импортные пошлины сохранились на прежнем уровне.

## Мнения в обществе
- Как заявлял в октябре 2011 года ответственный секретарь Комиссии Таможенного союза Сергей Глазьев, ТС даёт неоспоримые выгоды как в геополитическом, так и в экономическом смысле[20]: «После десятилетия распада и деградации появление регионального Таможенного союза на постсоветском пространстве — важнейшее геополитическое достижение, дающее конкретные выгоды экономикам государств».
- В 2012 году Центр интеграционных исследований Евразийского банка развития провёл социологический опрос в 9 странах СНГ и Грузии (от 950 до 2000 респондентов в каждой стране). На вопрос «Как Вы относитесь к тому, что экономики Беларуси, Казахстана и России объединились в Таможенный союз (который освободил торговлю между тремя странами от пошлин)?» доли ответов «положительно», «безразлично», «отрицательно» составили[21]:
  -  в Казахстане — 80 %, 10 %, 5 %;
  -  в Таджикистане — 76 %, 17 %, 2 %;
  -  в России — 72 %, 17 %, 4 %;
  -  в Узбекистане — 67 %, 14 %, 2 %;
  -  в Кыргызстане — 67 %, 15 %, 8 %;
  -  в Молдове — 65 %, 20 %, 7 %;
  -  в Армении — 61 %, 26 %, 6 %;
  -  в Беларуси — 60 %, 28 %, 6 %;
  -  в Азербайджане — 38 %, 46 %, 11 %;
  -  в Грузии — 30 %, 39 %, 6 %.

## Критика
- Часть критических комментариев в адрес Таможенного союза сводится к плохой проработке условий торговли и сертификации товаров, навязывании Россией Беларуси и Казахстану условий ВТО, хотя они не являются членами этой организации[19], а также в несправедливом, по мнению некоторых экспертов, распределении доходов и поступлений между участниками[22]. В то же время объективных исследований, доказывающих, что Таможенный союз является невыгодным проектом для его нынешних участников и потенциальных членов, нет, а целый ряд исследований последовательно указывает на то, что Таможенный союз так или иначе выгоден его членам в силу идеологических причин[23][24][25].
- Существует мнение о том, что ТС является искусственным формированием, основанным не на экономике, а на идеологии. Так, по мнению политолога В. Б. Пастухова: «Таможенный союз, […] является искусственным и нежизнеспособным политическим образованием. Это не реальный союз, а фантом, идеологическая игрушка для внутрироссийского потребления, в которую понуждают играть соседей. … Евразийская конструкция живёт постольку, поскольку Россия её спонсирует»[26].
- В 2010 году за денонсацию соглашений о Таможенном союзе как ущемляющих суверенитет Казахстана выступили лидеры ОСДП «Азат», Компартии Казахстана и НП «Алга!». Оппозиция также предприняла попытку организации референдума за денонсацию соглашений[27].

## Внутренние конфликты
- 25 ноября 2014 Россия запретила почти весь объём импорта белорусского мяса в Россию — около 400 тысяч тонн. Одновременно российская сторона объявила об ужесточении контроля товаров, пересекающих (белорусскую) границу, несмотря на то, что в Таможенном союзе формально действуют упрощенные правила перевозки грузов[28].
- Наблюдатели отмечают, что механизм Таможенного союза и механизм реэкспорта в Россию запрещенных товаров из Европы очень хорошо сочетаются. Например, по данным РБК, за 2014 год рыбный импорт в Россию из Беларуси, не имеющей выхода к морю, вырос на 98 %[29].
- 2 декабря 2014: Президент Беларуси А. Г. Лукашенко выразил возмущение таможенными запретами со стороны России:

Вопрос состоит в том, что Россия пошла на нарушение всех наших договоренностей, которых мы достигли в Таможенном союзе. Да, можно это объяснять некими вопросами безопасности, терроризмом и так далее — можно придумать все и пришить ярлыки— «Лукашенко: Москва нарушает правила Таможенного союза»
Лукашенко также назвал запрет транзита товаров [из Европы через Беларусь] «нарушением всех норм международного права». Наблюдатели также отмечают, что в соглашении о ратификации Евразийского союза есть оговорка, по которой Беларусь может не соблюдать договор, если Россия не снимет ограничения в торговле и перемещении товаров.
- 1 января 2015: в нарушение договора ЕАЭС, Россия вернула пограничный контроль на границе с Республикой Беларусь[31]. Белорусские власти заявили о планах отказаться от рубля в расчетах с Россией и вернуться к долларам США[31].